# Újmosnica község
Újmosnica község (románul: Comuna Moșnița Nouă) község Temes megyében, Romániában. Központja Újmosnica, beosztott falvai Bródpuszta, Magyarmedves, Mosnica, Ruzicskatelep.

## Népessége
A 2011-es népszámlálás adatai alapján a község népessége 6203 fő volt.